# Producto tensorial
En matemáticas, el producto tensorial, denotado por {\displaystyle \otimes }, se puede aplicar en diversos contextos a vectores, matrices, tensores y espacios vectoriales. En cada caso, el significado del símbolo es el mismo: la operación bilineal más general.
Un caso representativo de producto tensorial es el producto de Kronecker de dos vectores cualesquiera, por ejemplo:
{\displaystyle {\vec {a}}\otimes {\vec {b}}={\begin{bmatrix}a_{1}\\a_{2}\\a_{3}\end{bmatrix}}\cdot {\begin{bmatrix}b_{1}&b_{2}&b_{3}&b_{4}\end{bmatrix}}={\begin{bmatrix}a_{1}b_{1}&a_{1}b_{2}&a_{1}b_{3}&a_{1}b_{4}\\a_{2}b_{1}&a_{2}b_{2}&a_{2}b_{3}&a_{2}b_{4}\\a_{3}b_{1}&a_{3}b_{2}&a_{3}b_{3}&a_{3}b_{4}\end{bmatrix}},\ {\vec {a}}\in \mathbb {R} ^{3},\ {\vec {b}}\in \mathbb {R} ^{4}}
cuyo resultado es una matriz de tamaño 3x4 y de rango 1 si ambos vectores son no nulos, y de rango 0 en caso contrario.
En este ejemplo el rango denota el número de índices indispensables, mientras que la dimensión cuenta el número de grados de libertad en la matriz que resulta.

## Producto tensorial de espacios vectoriales
El producto tensorial {\displaystyle V\otimes _{K}W} de dos espacios vectoriales V y W sobre un cuerpo K tienen una definición formal por el método de generadores y relaciones (se denota generalmente como V ⊗ W cuando el cuerpo subyacente K se sobreentiende). Para construirlo, se comienza con el conjunto de pares ordenados del producto cartesiano V × W.  Para propósitos de esta construcción, considérese este producto como un conjunto en vez de un espacio vectorial.  El espacio vectorial libre F sobre V × W se define tomando el espacio vectorial en el cual los elementos de V × W son una base. Escrito en notación teorética de conjuntos,
{\displaystyle F(V\times W)=\left\{\sum _{i=1}^{n}\alpha _{i}e_{(v_{i},w_{i})}\ {\Bigg |}\ n\in \mathbb {N} ,\alpha _{i}\in K,(v_{i},w_{i})\in V\times W\right\},}
donde se usa el símbolo e(v,w) para destacar que son tomados como linealmente independientes por definición para distintos  (v, w) ∈ V × W.
El producto tensorial surge por la definición de las siguientes relaciones de equivalencia en F(V × W):
{\displaystyle {\begin{aligned}e_{(v_{1}+v_{2},w)}&\sim e_{(v_{1},w)}+e_{(v_{2},w)}\\e_{(v,w_{1}+w_{2})}&\sim e_{(v,w_{1})}+e_{(v,w_{2})}\\ce_{(v,w)}&\sim e_{(cv,w)}\sim e_{(v,cw)}\end{aligned}}}
donde v, v1 y v2 son vectores de V, mientras que  w, w1, y w2 son vectores de W, y c surge del cuerpo K.  Denotando por R el espacio generado por esas cuatro relaciones de equivalencia, el producto tensorial de dos espacios vectoriales V y W es entonces el espacio cociente
{\displaystyle V\otimes W=F(V\times W)/R.}
Es llamado también espacio producto tensor de V y W y es un espacio vectorial (que puede ser verificado directamente mirando los axiomas de espacio vectorial). El producto tensorial de dos elementos v and w es la clase de equivalencia (e(v,w) + R) de e(v,w) en V ⊗ W. La clase de equivalencia de (v, w) se llama tensor y es denotada por {\displaystyle v\otimes w}. Por construcción, se puede demostrar solamente tantas identidades entre los tensores, y las sumas de tensores, como se siguen de las relaciones usadas.
Tómese el espacio vectorial generado por W x V y aplique (factorice los subespacios generados por) las relaciones multilineales detalladas arriba. Con esta notación, las cuatro relaciones de equivalencia toman la forma de igualdades en el espacio producto tensor: 
- {\displaystyle (v_{1}+v_{2})\otimes w=v_{1}\otimes w}{\displaystyle +v_{2}\otimes w}
- {\displaystyle v\otimes (w_{1}+w_{2})=v\otimes w_{1}+v\otimes w_{2}}
- {\displaystyle cv\otimes w=v\otimes cw=c(v\otimes w)}

Cada elemento del producto tensorial es una suma finita de tensores: más de un tensor se requiere generalmente para hacer eso. Se muestra simplemente cómo construir una base de los {\displaystyle V\otimes W}. Dadas bases para V y W, el conjunto de productos tensoriales de los vectores de base, uno de V y uno de W, forman una base para {\displaystyle V\otimes W}.
La dimensión del espacio por lo tanto está dada por el producto mn de las dimensiones de V y de W.

### Caracterización por una propiedad universal
En álgebra abstracta, el álgebra lineal es elevada a álgebra multilineal introduciendo el producto tensorial de dos espacios vectoriales. Se hace para reducir el estudio de los operadores bilineales al de los operadores lineales. Esto es suficiente para hacer lo mismo con todas las funciones multilineales.
Formalmente, el producto tensorial de los dos espacios vectoriales V y W sobre el mismo cuerpo base F es definido por la siguiente propiedad universal: 
| Es un espacio vectorial T sobre F, junto con un operador bilineal: {\displaystyle \otimes :V\times W\rightarrow T,} tales que para cada operador bilineal {\displaystyle B:V\times W\rightarrow X} existe un operador lineal L único: L: T → X con {\displaystyle B=L\circ \otimes }, i.e. {\displaystyle B(x,y)=L(x\otimes y)} para todo x en V e y en W. |

El producto tensorial es único salvo isomorfismo, especificado unívocamente por este requisito, y podemos por lo tanto escribir {\displaystyle V\otimes W} en vez de T. Por la construcción directa, según lo sugerido en la sección anterior, se puede demostrar que existe el producto tensorial para dos espacios vectoriales cualesquiera. El espacio {\displaystyle V\otimes W} es generado por la imagen de la {\displaystyle \otimes } y aún más: si S es una base de V y T es una base de W, entonces los {\displaystyle s\otimes t} (tal que {\displaystyle s\in S} y {\displaystyle t\in T}) son una base para {\displaystyle V\otimes W}.
Es posible generalizar la definición de producto tensorial de un número cualquiera de espacios. Por ejemplo, la propiedad universal de {\displaystyle V\otimes W\otimes X} es que cada operador tri-lineal en {\displaystyle V\times W\times X} corresponde a un operador lineal único en {\displaystyle V\otimes W\otimes X}.
El producto tensorial de los tres se puede por lo tanto identificar con cualquiera de esos: el binario {\displaystyle \otimes } será suficiente. Los espacios tensoriales permiten que se utilice la teoría de operadores lineales para estudiar operadores multilineales, donde el caso bilineal es el principal.
El producto binario tensorial es asociativo: {\displaystyle (V\otimes W)\otimes Z} es naturalmente isomorfo a {\displaystyle V\otimes (W\otimes Z)}.

## Producto tensorial de espacios de Hilbert
El producto tensorial de dos espacios de Hilbert es otro espacio de Hilbert, que se define según lo descrito abajo.

### Definición
Sean H1 y H2 dos espacios de Hilbert con los productos internos < ·, ·>1 y < ·, ·>2, respectivamente. Constrúyase el producto tensorial de H1 y H2 como espacios vectoriales según lo explicado arriba. Se puede convertir a este producto tensorial de espacios vectoriales en uno con producto escalar definiendo:
{\displaystyle \langle \phi _{1}\otimes \phi _{2},\psi _{1}\otimes \psi _{2}\rangle =\langle \phi _{1},\psi _{1}\rangle _{1}\,\langle \phi _{2},\psi _{2}\rangle _{2}\quad \forall \phi _{1},\psi _{1}\in H_{1}{\mbox{ y }}\phi _{2},\psi _{2}\in H_{2}}
y extendiendo por linealidad. Finalmente, tomemos completación de este producto interno. El resultado es el producto tensorial de H1 y H2 como espacios de Hilbert.

### Propiedades
Si H1 y H2 tienen bases ortonormales {φk} y {ψl}, respectivamente, entonces {φk⊗ψl} son una base ortonormal para H1⊗H2.

### Ejemplos y aplicaciones
Los ejemplos siguientes muestran que los productos tensoriales se presentan naturalmente.
Dados dos espacios de medida X y Y, con μ y ν las medidas respectivamente, uno puede considerar L²(X × Y), el espacio de las funciones en X × Y que son cuadrado-integrables con respecto a la medida producto μ × ν. Si f es una función cuadrado-integrable en X, y g es una función cuadrado-integrable en Y, entonces podemos definir una función h en X × Y por h(x, y) = f(x) g(y). la definición de la medida producto nos asegura que todas las funciones de esta forma son cuadrado-integrables, así que ésta define una función bilineal de L²(X) × L²(Y) → L²(X × Y). Las combinaciones lineales de las funciones de la forma f(x) g(y) están también en L²(X × Y). Resulta que el conjunto de combinaciones lineales es de hecho denso en L²(X × Y), si L²(X) y L²(Y) son separables. Esto demuestra que L²(X) ⊗ L²(Y) es isomorfo a L²(X × Y), y también explica porqué necesitamos tomar la completación en la construcción del producto tensorial del espacio de Hilbert.
Semejantemente, podemos demostrar que L²(X; H), denotando el espacio de las funciones cuadrado-integrables de X → H, es isomorfo al L²(X) ⊗ H si este espacio es separable. El isomorfismo manda f(x) ⊗ψ ∈ L²(X)⊗ H a f(x)ψ ∈ L²(X; H). Podemos combinar esto con el ejemplo anterior y concluir que L²(X) ⊗ L²(Y) y L²(X × Y) son ambos isomorfos a L²(X; L²(Y)).
Los productos tensoriales de los espacios de Hilbert se presentan a menudo en la mecánica cuántica. Si una cierta partícula es descrita por el espacio de Hilbert H1, y se describe otra partícula por H2, entonces el conjunto que consiste en ambas partículas es descrito por el producto tensorial de H1 y H2. Por ejemplo, el espacio de estado de un oscilador armónico cuántico es L²(R), así que el espacio de estado de dos osciladores es L²(R) ⊗ L²(R ), el cual es isomorfo a L²(R²). Por lo tanto, el conjunto de las dos partículas es descrito por las funciones de la onda de la forma φ(x1, x2). Un ejemplo más intrincado es proporcionado por los espacios de Fock, que describen un número variable de partículas.

## Producto tensorial de dos tensores
Hay una fórmula particular para el producto de dos (o más) tensores
{\displaystyle (V\otimes U)_{i_{1},i_{2},...,i_{n},j_{1},j_{2},...,j_{m}}=V_{i_{1},i_{2},...i_{n}}U_{j_{1},j_{2},...,j_{m}}},
donde se está asumiendo, para simplificar, tensores ortogonales, sin distinción entre índices covariantes y contravariantes.
Los parámetros rango y dimensión de este producto tensorial de dos tensores son los siguientes:
{\displaystyle {\rm {rank}}(U\otimes V)={\rm {rank}}(U)+{\rm {rank}}(V)}
{\displaystyle {\rm {dim}}(U\otimes V)={\rm {dim}}(U)\cdot {\rm {dim}}(V)}

### Producto tensorial de funciones multilineales
Dadas  las funciones multilineales f(x1... xk) y g(x1... xm) su producto tensorial es la función multilineal {\displaystyle (f\otimes g)(x_{1},...x_{k+m})=f(x_{1},...x_{k})g(x_{k+1},...x_{k+m})}

## Tipos de tensores, ejemplos alternativos
Los subespacios lineales de operadores bilineales (o en general, operadores multilineales) determinan espacios cociente naturales del espacio tensorial, que son con frecuencia útiles. Véase producto cuña como primer ejemplo principal. Otro sería el tratamiento de las formas algebraicas como tensores anti-simétricos.

## Relación con el espacio dual
Nótese que el espacio {\displaystyle (V\otimes W)^{\star }} (espacio dual de {\displaystyle V\otimes W} que contiene todos los funcionales lineales y continuos en ese espacio) corresponde naturalmente al espacio de todos los funcionales bilineales en los {\displaystyle V\times W}. Es decir cada funcional bilineal es un funcional en el producto tensorial, y viceversa. Cuando los espacios {\displaystyle V} y {\displaystyle W} son de dimensión finita, existe un isomorfismo natural entre {\displaystyle V^{\star }\otimes W^{\star }} y {\displaystyle (V\otimes W)^{\star }}. Así pues, los tensores de los funcionales lineales son funcionales bilineales. Esto nos da una nueva manera de mirar el espacio de funcionales bilineales: como producto tensorial. En el caso de dimensión arbitraria, tan sólo tenemos la inclusión {\displaystyle V^{\star }\otimes W^{\star }\subset (V\otimes W)^{\star }}.